# Съдова хирургия
Съдовата хирургия е медицинска специалност, която изучава причините за възникването на съдовите заболявания, използвайки съвременни неинвазивни и инвазивни методи за тяхната диагностика, като също прилага консервативни и оперативни методи за лечението им, а в последните десетилетия – ендоваскуларни и ендоскопски методи за лечение. Компетенциите и уменията на съдовия хирург му позволяват да определя както стратегията, така и тактиката на комплексното лечение на съдовите заболявания – консервативно, оперативно и/или ендоваскуларно.